# Roger du Homet
Roger du Homet (mort vers 1163) est archevêque de Dol vers 1161 à 1163.

## Biographie
Roger du Homet, nommé également Roger d'Humez est originaire du duché de Normandie il appartient peut-être à la noble famille du Hommet issue d'Odon de Bayeux. Il est archidiacre de l'évêché de Bayeux lors de son accession à l'archevêché de Dol en 1161. Cette promotion confirme le fait que l'archevêque de Dol était devenu un « agent normand en Bretagne ». Cette situation s'était encore renforcé depuis que le duc Henri avait accéder au trône d'Angleterre  Roger du Homet n'occupe son siège que peu de temps il meurt vers 1163